# Fehdehandschuh

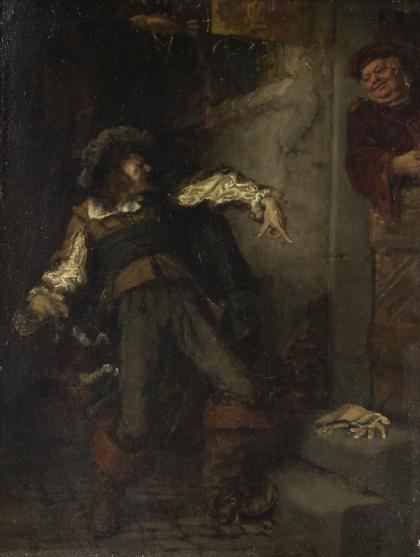
Wilhelm von Diez: Der Fehdehandschuh, um 1885

Fehdehandschuh (Fehde: „Privatkrieg“) wird in der deutschen Sprache in den Redensarten „Den Fehdehandschuh hinwerfen“ und „Den Fehdehandschuh aufnehmen/aufheben“ benutzt.

## Bedeutung
„Jemandem den Fehdehandschuh hinwerfen“ bedeutet, ihn herauszufordern oder mit ihm Streit beginnen zu wollen. Von „Den Fehdehandschuh aufnehmen/aufheben“ spricht man, wenn jemand eine Herausforderung annimmt.

## Herkunft
Entgegen landläufiger Meinung stammt die Bezeichnung Fehdehandschuh nicht aus dem Mittelalter. Für jene Zeit ist zwar der Brauch des Hinwerfens und Aufnehmens eines Handschuhs zur Ansage und Annahme einer Fehde in Kreisen der Ritterschaft bekannt, doch war für die Rechtmäßigkeit einer solchen Fehde auch eine formelle Erklärung der Fehde nötig.
Der Ausdruck als Zusammensetzung der Wörter Fehde und Handschuh entstand erst im 18. Jahrhundert, als es üblich war, seinem Gegner einen Handschuh aus Stoff ins Gesicht zu schlagen, um ihn zu einem Ehrenduell herauszufordern.

## Verwendung in der Popkultur
- In der Episode „Duell bei Sonnenaufgang“ der Simpsons (Folge 5, Staffel 11, Episode 231), fordert der Hauptcharakter Homer mehrfach andere Figuren per Handschuh-Schlag zum Duell heraus.[2]
- Auf dem Album „Gottes Werk und Creutzfelds Beitrag“ aus dem Jahre 2000 der deutschen Hip-Hop-Formation Creutzfeld & Jakob, gibt es einen Titel namens „Fehdehandschuh“.[3]
- In der 9. Staffel, Folge 5 der Serie Big-Bang-Theory erlernen die Protagonisten das Fechten, hierbei wird Sheldon Cooper übermütig und fordert die anderen mehrfach über Handschuhschlag zum Duell heraus.

## Belege
1. ↑  Der Fehdehandschuh - Erklärung und Erwähnung in der Literatur (Memento vom 3. Dezember 2013 im Internet Archive).
2. ↑  Episode 231: Duell bei Sonnenaufgang. In: simpsonspedia.net Episodenliste. Abgerufen am 6. April 2020.
3. ↑  Titel: Fehdehandschuh. In: genius.com. Abgerufen am 6. April 2020.